# كاواتشيناغانو (أوساكا)
مدينة كاواتشيناغانو (بالإنجليزية: Kawachinagano)‏ هي إحدى المدن التابعة لمحافظة أوساكا. تأسست رسميًا في 01/04/1954. ويقدر عدد سكانها بـ 114428 نسمة حسب تقدير مكتب الإحصاء الياباني لعام 2012. تبلغ مساحة كاواتشيناغانو 109.61 كم2. بكثافة سكانية تبلغ 1044 نسمة/كم2.

## أعلام
- دايكي نيوا